# U.S. National Championships 1940
Gli U.S. National Championships 1940 (conosciuti oggi come US Open) sono stati la 60ª edizione degli U.S. National Championships e quarta prova stagionale dello Slam per il 1940. I tornei di singolare si sono disputati al West Side Tennis Club nel quartiere di Forest Hills di New York, quelli di doppio al Longwood Cricket Club di Chestnut Hill, negli Stati Uniti.
Il singolare maschile è stato vinto dallo statunitense Don McNeill, che si è imposto sul connazionale Bobby Riggs in cinque set col punteggio di 4–6, 6–8, 6–3, 6–3, 7–5. Il singolare femminile è stato vinto dalla statunitense Alice Marble, che ha battuto in finale la connazionale Helen Jacobs. Nel doppio maschile si sono imposti Jack Kramer e Ted Schroeder. Nel doppio femminile hanno trionfato Sarah Palfrey Cooke e Alice Marble. Nel doppio misto la vittoria è andata a Alice Marble, in coppia con Bobby Riggs.

## Seniors

### Singolare maschile
Don McNeill ha battuto in finale  Bobby Riggs con il punteggio di 4–6, 6–8, 6–3, 6–3, 7–5.

### Singolare femminile
Alice Marble ha battuto in finale  Helen Jacobs con il punteggio di 6–2, 6–3.

### Doppio maschile
Jack Kramer /  Ted Schroeder hanno battuto in finale  Gardnar Mulloy /  Henry Prussoff con il punteggio di 6–4, 8–6, 9–7.

### Doppio femminile
Sarah Palfrey Cooke /  Alice Marble hanno battuto in finale  Dorothy Bundy /  Marjorie Gladman Van Ryn con il punteggio di 6–4, 6–3.

### Doppio misto
Alice Marble /  Bobby Riggs hanno battuto in finale  Dorothy Bundy /  Jack Kramer con il punteggio di 9–7, 6–1.